# Kazachstania aerobia
Kazachstania aerobia är en svampart som beskrevs av F.Y. Bai & Y.M. Cai 2004. Kazachstania aerobia ingår i släktet Kazachstania och familjen Saccharomycetaceae.   Inga underarter finns listade i Catalogue of Life.